# Vale, Oregon
Vale là một thành phố tại Quận Malheur, Oregon, Hoa Kỳ, nằm cách ranh giới với Idaho 12 dặm Anh (19 km) về phía tây. Nó là giao điểm của hai quốc lộ là Quốc lộ Hoa Kỳ 20 và Quốc lộ Hoa Kỳ 26 trên Sông Malheur.
Vale được chọn làm quận lỵ của Quận Malheur vào năm 1955, 68 năm sau khi quận được thành lập. Theo điều tra dân số Hoa Kỳ năm 2000, thành phố có tổng dân số là 1.976.
Vale là một phần của Vùng thống kê tiểu đô thị Ontario, OR–ID.

## Lịch sử
Cộng đồng này là một nơi dừng chân đầu tiên tại Oregon dọc theo Đường mòn Oregon. Một bưu điện có tên là Vale được thành lập vào tháng 2 năm 1883, và thành phố được thành lập vào năm 1889.

## Địa lý
Vale nằm tại vị trí 43°58'56" Bắc, 117°14'37" Tây (43.982237, -117.243483),1 ở cao độ 2244' (684 mét).
Theo Cục điều tra dân số Hoa Kỳ, thành phố có tổng diện tích là 1,1 dặm vuông Anh (2.8 km²), tất cả là mặt đất.
Có một số suối nước nóng và mô đất nằm trong khu vực thành phố.